# La Grosse Décharge (rivière à Mars)
La Grosse Décharge est un affluent de la rivière à Mars, coulant dans le territoire non organisé de Lac-Ministuk, dans la municipalité régionale de comté du Le Fjord-du-Saguenay, dans la région administrative du Saguenay–Lac-Saint-Jean, dans la province de Québec, au Canada. Le cours du La Grosse Décharge traverse la partie nord de la zec Mars-Moulin.
Cette petite vallée est desservie par le chemin de la Consol Paper et par le chemin du lac des Maltais. Quelques autres routes forestières secondaires desservent la vallée du La Grosse Décharge, surtout pour les besoins la foresterie et des activités récréotouristiques.
La foresterie constitue la principale activité économique de cette vallée ; les activités récréotouristiques, en second.
La surface du La Grosse Décharge est habituellement gelée du début de décembre à la fin mars, toutefois la circulation sécuritaire sur la glace se fait généralement de la mi-décembre à la mi-mars.

## Géographie
Les principaux bassins versants voisins de La Grosse Décharge sont :
- côté nord : lac des Maltais, rivière Gauthier, ruisseau Paradis, rivière du Moulin, rivière Saguenay ;
- côté est : rivière à Mars, lac Côme, bras du Coco, bras Rocheux, bras d'Hamel, rivière Ha! Ha! ;
- côté sud : rivière du Moulin, bras de Jacob, bras d’Henriette,
- côté ouest : rivière du Moulin, lac des Pères, ruisseau Henriette.

La Grosse Décharge prend sa source à l'embouchure du lac de la Grosse Décharge (longueur : 0,6 km ; altitude : 239 m). Ce lac comporte une zone de marais du côté est. L’embouchure de ce lac est située à :
- 1,3 km au nord-est du cours de la rivière du Moulin ;
- 5,2 km au sud du hameau Malherbe ;
- 8,0 km au sud-ouest de la confluence de La Grosse Décharge et de la rivière à Mars ;
- 10,5 km à l’est du barrage de Portage-des-Roches, érigé à la tête de la rivière Chicoutimi ;
- 17,3 km au sud-est de la confluence de la rivière du Moulin et de la rivière Saguenay dans le secteur Chicoutimi de la ville de Saguenay[3].

À partir de sa source, La Grosse Décharge coule sur 9,8 km avec une dénivellation de 69 m entièrement en zone forestière, selon les segments suivants :
- 0,7 km vers l’ouest en bifurquant vers le nord, jusqu’à un coude de rivière ;
- 3,3 km vers le nord-est, notamment en traversant l’Étang de la Grosse Décharge (longueur : 1,1 km ; altitude : 187 m), jusqu'à son embouchure qui correspond à la décharge (venant du nord) du lac Hamel ;
- 1,9 km vers le nord-est, en traversant lac artificiel (longueur : 0,8 km ; altitude : 182 m), jusqu'à une digue ;
- 1,8 km vers le nord-est en traversant un petit lac sur 0,3 km, en courbant vers l’est, jusqu'à la décharge (venant du sud-ouest) d’un ruisseau drainant notamment les lacs Xavier et Colard ;
- 0,24 km vers le nord-est, jusqu'à la décharge du Lac aux Bleuets (venant de l’ouest) ;
- 1,3 km vers l’est, jusqu'à la Petite Décharge (venant du sud-ouest) ;
- 0,6 km vers l’est presque en ligne droite, jusqu'à son embouchure[3].

La Grosse Décharge se déverse sur la rive ouest de la rivière à Mars. Cette confluence est située à :
- 6,4 km au sud-ouest du cours de la rivière Ha! Ha! ;
- 6,7 km au sud-est de l’aérogare de l’aéroport de Bagotville ;
- 9,1 km au nord-est du cours de la rivière du Moulin ;
- 9,9 km au sud-ouest de la confluence de la rivière à Mars et de la baie des Ha! Ha! ;
- 18,1 km au sud-est du centre-ville de Saguenay[3].

À partir de la confluence du La Grosse Décharge avec la rivière à Mars, le courant suit le cours de la rivière à Mars sur 14,5 km vers le nord-ouest puis vers le nord-est, traverse la baie des Ha! Ha! sur 11,0 km vers le nord-est, puis le cours de la rivière Saguenay sur 99,5 km vers l’est jusqu’à Tadoussac où il conflue avec l’estuaire du Saint-Laurent.

## Toponymie
Le toponyme « La Grosse Décharge » a été officialisé le 5 décembre 1968 à la Banque des noms de lieux de la Commission de toponymie du Québec.